# 札幌市図書館
札幌市図書館（さっぽろしとしょかん）は、北海道札幌市が図書館法第10条、札幌市図書館条例に基づき設置、運営する公立図書館である。札幌市内に10の常設図書館を有し、のべ約257万点の資料を収蔵している。中心となる中央図書館は中央区にある。
札幌市が管理する図書館には中央図書館、地区図書館として新琴似図書館、元町図書館、東札幌図書館、西岡図書館、澄川図書館、山の手図書館、厚別図書館、曙図書館、清田図書館の9館、専門図書館としてえほん図書館、図書・情報館の2館が存在する。
また、区民センター図書室が7室、地区センター図書室が19室、図書コーナーが4室とその他4室があり、カウンターなどの一部施設を除いて図書の閲覧ができる。

## 歴史
1899年（明治32年）4月に北海道教育会が、附属図書館として札幌区大通西4丁目に設置し、1911年（明治44年）7月に14日は札幌農学校の演武場であった時計台に移転した。
その後、北海道教育会が解散したことにより、1918年（大正7年）5月に札幌区教育会が引き継いで運営した。
戦中の1943年（昭和18年）2月には、軍によって建物を接収され、図書館が閉鎖されるが、終戦後の1949年（昭和24年）に、市立図書館として開設するために時計台の大規模な改修工事が行われた。
翌年1950年（昭和25年）4月に市立札幌図書館条例が公布され、同年5月に市立札幌図書館が開館した。
その後の1967年（昭和42年）12月に時計台から札幌市北2条西12丁目に移転、札幌市立図書館に改称した。
また、1979年（昭和54年）7月28日に菊水図書館を開館したため、札幌市立図書館は札幌市中央図書館に改称した。
その後、昭和後期の10年間に、山の手図書館、新琴似図書館、西岡図書館、澄川図書館、元町図書館、厚別図書館、曙図書館の7館が続々と開館した。
1991年（平成3年）3月15日に現在の位置（北海道教育大学札幌分校・跡地）に現在の中央図書館が完成し、1997年（平成9年）に清田図書館が開館した。
2011年度から、電子書籍の貸出サービス実施に向けての実証実験を行い、2014年4月には中央図書館館内での閲覧ができるようになった。さらに、同年10月27日からは図書館以外の場所から電子書籍の貸し出しを受けることができるサービスを提供している。

## 施設利用・サービス
館外貸出には貸出カードが必要で、市内の全館で共通して利用できる。発行には、札幌市内に在住もしくは市内に通勤・通学している場合に限られ、有効期間は3年間で更新が必要になる。

### 館外貸出
図書の貸出冊数は10冊まで、視聴覚資料の貸出は2点まで、それぞれ2週間まで借りることができる。これらの貸出冊数は、札幌市内の他の図書館や区民センターの図書室と通算される。例えば新琴似図書館ですでに4冊借りている場合は、6冊を上限として新たに借りることができる。

### 電子書籍の貸出
電子書籍は、3点・1週間まで借りることができる。実証実験の際にあった、「専用のソフトウェアをインストールする必要があり不便」という声を踏まえ、ウェブブラウザで閲覧できるように配慮されている。

### 開館時間
- 月曜日 - 金曜日、9時15分 - 20時00分
- 土曜日・日曜日・祝日、9時15分 - 17時00分

### 休館日
- 施設点検日（毎月第2水曜日）
- 図書整理日（毎月第4水曜日）
- 年末年始（12/29 - 1/3）

## 中央図書館
札幌市内では最大規模の図書館であり、各区にある地区図書館や区民センター、地区センター図書室などの市内図書館施設のセンター機能も有する。また、札幌市営地下鉄大通駅コンコースに予約本の貸出、返却ができる大通カウンターが設置されており、その管理も行っている。中央図書館の施設は札幌市埋蔵文化財センターと併設されており、正面に向かって右側（西側）に中央図書館が配置されている。
建物は鉄筋コンクリート造の地上3階、地下2階建てである。1階・2階は主に図書室とカウンターとなっており、児童書は1階に配架されている。調査相談カウンターは2階図書室の中央に位置している。3階は講堂や研修室となっている。
図書の蔵書数は、2012年度の統計で約87万7000冊、その他新聞、逐次刊行物、視聴覚資料などは約18万8000点である。

### 沿革
- 1950年（昭和25年）
  - 4月 - 「市立札幌図書館条例」を公布[3]。
  - 5月 - 市立札幌図書館を開館。場所・建物は現在の「札幌市時計台」[3]。
- 1966年（昭和41年）12月 - 札幌市北2条西12丁目に新館竣工、時計台から移転[4]。
- 1967年（昭和42年） - 「札幌市立図書館」と改称
- 1979年 - 「札幌市立図書館」を「札幌市中央図書館」と改称
- 1989年（平成元年）7月 - 北海道教育大学札幌分校・跡地に現在の中央図書館が着工[13]
- 1990年（平成2年） - 中央図書館竣工
- 1991年（平成3年）3月15日 - 中央図書館が移転、開設[6]。
- 2014年（平成26年） 4月、改装の上、リニューアル・オープン。
- 2017年（平成29年）8月 - 2018年(平成30年）3月 - 大規模改修工事のため休館、一部サービスを仮設事務所で実施[14]。
- 2018年（平成30年）4月 - 本館の改修工事を終了し再開館[14]。

### 立地
札幌市電の「中央図書館前停留場」の前で徒歩約1分の場所に位置し利便性は高い。また、じょうてつバスの札幌駅バスターミナル・大通駅（大通西4丁目）・西11丁目駅・真駒内駅より「南21西11」を下車後、徒歩約5分である。
敷地内には駐車場が82台分があり、無料で1時間利用することができる。

## 新琴似図書館
札幌市新琴似図書館（さっぽろしんことにとしょかん）は、北海道札幌市北区新琴似7条4丁目にある札幌市が設置する公共図書館である。
札幌市北区唯一の地区図書館であり、一般市民を対象とした図書館では札幌市北区最多の蔵書数である。1981年（昭和56年）2月に開館した。

## 曙図書館
札幌市曙図書館（さっぽろしあけぼのとしょかん）は、北海道札幌市手稲区曙2条1丁目2-5にある、札幌市の地区図書館である。
1987年（昭和62年）12月19日に開館した。蔵書数は82,225冊（一般書：59,282冊、児童書：22,943冊）で、利用登録者数は23,223人となっている。

### 施設概要
鉄筋コンクリート造の2階建てで、主に1階に図書室（配架室）、2階に集会室や展示ホールがある。カウンターは1階のみにあり、付近にはお話室が設けられている。書庫は2階にあり、閲覧室なども設置されている。

### 立地
周辺には手稲区体育館、老人福祉センター、手稲曙温水プールが隣接している。付近にジェイ・アール北海道バス札樽線の「手稲区体育館前」停留所が徒歩1分ほどの位置にある。最寄駅としてはJR北海道函館本線手稲駅から徒歩11分となっている。
敷地内には駐車場が20台分あり、札樽自動車道手稲インターチェンジから10分でアクセスができる。

## 清田図書館
札幌市清田図書館（さっぽろしきよたとしょかん）は、北海道札幌市清田区平岡1条1丁目の清田区総合庁舎4階にある札幌市の地区図書館である。
1997年（平成9年）11月に清田区の設置に伴い当館が開館する。蔵書数は一般書が59,953冊、児童書が20,476冊となっている。
鉄筋コンクリート造4階建てのうち4階が図書館となっており、一般図書コーナーと児童図書コーナーがカウンターと接した形になっており、読書室とCDコーナー、集会室が設けられている。

### 立地
北海道中央バス（大曲・平岡営業所、千歳線）「清田区役所」停留所から徒歩約1分の場所に位置する。敷地内の駐車場は区役所と共同で139台分の収容能力がある。

## 東札幌図書館
1979年（昭和54年）に設置された菊水図書館が移転し、名称が変更されて1997年（平成9年）に開館した。

## 西岡図書館
札幌市西岡図書館（さっぽろしにしおかとしょかん）は、北海道札幌市豊平区西岡3-6にある、札幌市の地区図書館である。1982年（昭和57年）2月に開館した。札幌市の地区図書館で唯一児童会館が併設されている。

### 施設概要
鉄筋コンクリート造の2階建てで、主に1階に図書室（配架室）と児童会館、2階に閲覧室や展示ホールがある。

## えほん図書館
2016年に、絵本や紙芝居などを揃える絵本専門の図書館として白石区複合庁舎に開館。ロングセラー絵本の複数冊配置や館内で声を出しての読書も可能となっている。

## 図書・情報館
さっぽろ創世スクエア低層階「札幌市民交流プラザ」の一部として、「都心にふさわしい図書館」計画に基づき2018年10月に開館。調査相談・情報提供に特化した「課題解決型図書館」として、文学・児童書・絵本を扱わず仕事・生活・芸術に関する図書を専門に扱いコワーキングエリアや会議スペース、専門家による相談デスク等を置く。
1階（面積：約300 m²）
- インフォメーションボード
- 展示エリア
- HOKKAIDO SAPPORO BOOKS
- デジタルサイネージ「Sapporo Window」
- サロン
- 雑誌
- カウンター

2階（面積：約1,200 m²）
- リサーチカウンター
- インフォメーションボード
- 新刊紹介エリア
- サロン
- 雑誌エリア
- 新聞エリア
- コワーキングエリア
- データベース検索エリア（要予約）
- リーディングルーム（要予約、会話不可）
- ミーティングルーム

## 図書室・カウンター
|                                          | 場所                         | 開設                       | 面積（m2） | 蔵書数（冊） | 貸出数（冊） |
| ---------------------------------------- | ---------------------------- | -------------------------- | ---------- | ------------ | ------------ |
| 中央区民センター図書室                   | 中央区南2条西10丁目          | 1981年（昭和56年）4月11日  | 249.61     | 26,125       | 100,523      |
| 北区民センター図書室                     | 北区北25条西6丁目            | 1974年（昭和49年）1月14日  | 212.00     | 30,184       | 123,728      |
| 東区民センター図書室                     | 東区北11条東7丁目            | 1977年（昭和52年）7月18日  | 240.60     | 29,409       | 114,841      |
| 白石区民センター図書室                   | 白石区本郷通3丁目北          | 1974年（昭和49年）11月9日  | 230.40     | 30,571       | 129,675      |
| 豊平区民センター図書室                   | 豊平区平岸6条10丁目          | 1978年（昭和53年）12月28日 | 269.80     | 29,538       | 99,946       |
| 南区民センター図書室                     | 南区真駒内幸町2丁目          | 1979年（昭和54年）10月23日 | 314.85     | 28,790       | 144,481      |
| 西区民センター図書室                     | 西区琴似2条7丁目             | 1974年（昭和49年）10月19日 | 171.00     | 28,968       | 117,016      |
| 篠路コミュニティセンター図書室           | 北区篠路3条8丁目             | 2008年（平成20年）3月22日  | 127.00     | 18,707       | 77,543       |
| 旭山公園通地区センター図書室             | 中央区南9条西18丁目          | 2003年（平成15年）3月19日  | 195.45     | 32,537       | 145,551      |
| 新琴似・新川地区センター図書室           | 北区新琴似2条8丁目           | 1995年（平成7年）2月27日   | 213.61     | 36,545       | 124,258      |
| 拓北・あいの里地区センター図書室         | 北区あいの里1条6丁目         | 1998年（平成10年）2月12日  | 205.93     | 38,734       | 127,937      |
| 太平百合が原地区センター図書室           | 北区太平12条2丁目            | 2004年（平成16年）2月19日  | 200.77     | 30,627       | 115,625      |
| ふしこ地区センター図書室                 | 東区伏古11条3丁目            | 1990年（平成2年）4月1日    | 252.30     | 43,563       | 156,256      |
| 栄地区センター図書室                     | 東区北36条東8丁目            | 1994年（平成6年）11月24日  | 221.70     | 37,245       | 110,766      |
| 苗穂・本町地区センター図書室             | 東区本町2条7丁目             | 1999年（平成11年）2月15日  | 207.21     | 33,682       | 93,881       |
| 白石東地区センター図書室                 | 白石区本通16丁目南           | 1996年（平成8年）5月10日   | 215.82     | 29,640       | 118,249      |
| 菊水元町地区センター図書室               | 白石区菊水元町5条2丁目       | 2000年（平成12年）2月16日  | 210.39     | 31,176       | 83,971       |
| 北白石地区センター図書室                 | 白石区北郷3条7丁目           | 2002年（平成14年）2月13日  | 197.41     | 33,623       | 118,769      |
| 厚別西地区センター図書室                 | 厚別区厚別西4条4丁目         | 1993年（平成5年）11月24日  | 220.73     | 32,587       | 138,746      |
| 厚別南地区センター図書室                 | 厚別区厚別南7丁目            | 1994年（平成6年）12月12日  | 259.20     | 35,399       | 79,213       |
| 東月寒地区センター図書室                 | 豊平区月寒東3条18丁目        | 2000年（平成12年）6月1日   | 208.00     | 32,330       | 86,383       |
| 藤野地区センター図書室                   | 南区藤野2条7丁目             | 1989年（平成元年）4月1日   | 251.73     | 42,217       | 93,376       |
| もいわ地区センター図書室                 | 南区川沿8条2丁目             | 1996年（平成8年）4月17日   | 208.05     | 32,685       | 82,031       |
| 西野地区センター図書室                   | 西区西野4条2丁目             | 1992年（平成4年）5月17日   | 244.15     | 35,025       | 104,245      |
| はっさむ地区センター図書室               | 西区発寒10条4丁目            | 1994年（平成6年）5月23日   | 220.40     | 32,605       | 123,940      |
| はちけん地区センター図書室               | 西区八軒6条西2丁目           | 2006年（平成18年）4月1日   | 215.67     | 24,854       | 108,509      |
| 新発寒地区センター図書室                 | 手稲区新発寒5条4丁目         | 1991年（平成3年）4月1日    | 249.39     | 32,269       | 102,732      |
| 星置地区センター図書室                   | 手稲区星置2条3丁目           | 1996年（平成8年）4月27日   | 216.88     | 30,998       | 84,098       |
| 月寒公民館図書室                         | 豊平区月寒中央通7丁目        | 1984年（昭和59年）4月1日   |            | 12,329       | 28,118       |
| 定山渓まちづくりセンター図書コーナー     | 南区定山渓温泉東4丁目        | 1974年（昭和49年）4月1日   |            | 1,964        | 1,071        |
| もみじ台管理センター図書コーナー         | 厚別区もみじ台北7丁目        | 1987年（昭和62年）4月1日   |            | 11,900       | 14,914       |
| 身体障害者福祉センター図書コーナー       | 西区二十四軒2条6丁目         | 1981年（昭和56年）6月11日  |            | 1,352        | 1,657        |
| 里塚・美しが丘地区センター図書カウンター | 清田区里塚2条5丁目           | 2008年（平成20年）4月1日   |            |              | 5,890        |
| メディアプラザ(ちえりあ）図書カウンター  | 西区宮の沢1条1丁目           | 2009年（平成21年）12月21日 | 249.61     |              | 19,488       |
| 中央図書館大通カウンター                 | 地下鉄大通駅南北線コンコース |                            |            |              | 240,019      |